# Ролевая игра (секс)

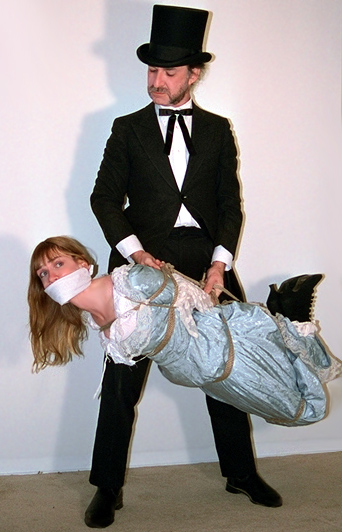
Связывание; в игре используются костюмы

Сексуальная ролевая игра — это эротическая разновидность ролевой игры: сексуальное поведение, когда два или более человека разыгрывают по ролям сексуальную фантазию. Серьёзность игры зависит от того, насколько в неё вовлечены участники, и варьируется от простых импровизаций до подробно проработанных игр, включающих костюмы и сценарий.
Развитие интернета привело к появлению виртуального секса, одной из составляющих которого могут быть ролевые игры (role plays).

## БДСМ-игры
Многие из наиболее распространённых сексуальных ролевых игр включают в себя вариации на тему доминирования и подчинения (БДСМ), соответственно контролирующий игрок называется верхним или доминирующим, а контролируемый — нижним или подчинённым.
Наиболее распространённые сценарии ролевых БДСМ-игр:
- Возрастные игры: один игрок берёт на себя роль взрослого, а другой — ребёнка;
- Животные игры: один из игроков берёт на себя роль животного, например, собаки или пони;
- Игра в госпожу и раба / господина и рабыню: подчинённый игрок рассматривается как собственность госпожи / господина;
- Тюремщик и заключённый: верхний играет тюремщика и совращает нижнего-заключённого;
- Похищение: нижнего игрока связывают (верёвкой, скотчем и пр.), ему закрывают рот (кляпом, скотчем и пр.) и дразнят до начала полового акта;
- Тайна: верхний игрок угрожает раскрыть тайну нижнего игрока, который играет провинившегося взрослого;
- Смена гендера: один или несколько игроков играют в человека противоположного пола;
- Медицинские игры: игроки могут играть медсестёр, врачей и пациентов;
- Игры с использованием униформы: один или несколько участников одеваются в униформу (школьницы, горничной, медсестры, полицейского и пр.) и играют в сексуальные фантазии, связанные с этими профессиями;
- Изнасилование: один игрок изображает принуждение другого игрока к половому акту;
- Владелец и неодушевлённый предмет: один из игроков изображает неодушевлённый предмет, например, мебель.

Но ролевые игры — это не только БДСМ. Часто супружеские пары прибегают к помощи ролевых игр для внесения разнообразия в свою сексуальную жизнь. Популярны такие игры, как «Секс с незнакомцем», «Секс с проституткой», «Развратная медсестра» и др. Чтобы избежать измен, но получить новые впечатления, пара выбирает сценарий сексуальной игры и каждый «примеряет» на себя роль. Таким образом супруги открывают в себе новые грани, возможности и желания. Улучшение сексуальной жизни пары влечёт за собой улучшение отношений в целом. Часто ролевые секс-игры являются частью психотерапии супружеских пар, когда мужу и жене трудно достичь гармонии и понимания в половой жизни.

## В художественной литературе
Описание различных вариаций сексуальных ролевых игр можно встретить как в литературных произведениях прошлого и позапрошлого веков, так и в современной прозе.
К первым можно отнести:
- Леопольд фон Захер-Мазох, роман «Венера в мехах»;
- Полина Реаж (Pauline Réage), роман «История О»;
- Эдуард Лимонов, «Палач»[1], Иерусалим, 1986 и целый ряд других произведений.

Примерами подобных произведений в современной прозе могут быть:
- Пауло Коэльо Paulo Coelho), роман 2003 года «Одиннадцать минут»;
- Э. Л. Джеймс (E L James) — роман 2011 года «Пятьдесят оттенков серого» (англ. «Fifty Shades of Grey»), а также «На пятьдесят оттенков темнее» (англ. «Fifty Shades Darker») и «Пятьдесят оттенков свободы» (англ. «Fifty Shades Freed»).

Тема сексуальных ролевых игр встречается и в произведениях современной русскоязычной литературы — например, Андрей Гусев «Role Plays в зрелом возрасте» (М., 2003), в романе «Художник и эрос в формате супер» (М., 2003), а также у других прозаиков.